# تپه نهران
تپه نهران مربوط به دوران‌های تاریخی پس از اسلام است و در شهرستان همدان، بخش مرکزی، روستای نهران واقع شده و این اثر در تاریخ ۱۱ شهریور ۱۳۸۲ با شمارهٔ ثبت ۹۸۶۰ به‌عنوان یکی از آثار ملی ایران به ثبت رسیده است.